# Shirakiacris
Shirakiacris is een geslacht van rechtvleugeligen uit de familie veldsprinkhanen (Acrididae). De wetenschappelijke naam van dit geslacht is voor het eerst geldig gepubliceerd in 1958 door Dirsh.

## Soorten
Het geslacht Shirakiacris omvat de volgende soorten:
- Shirakiacris brachyptera Zheng, 1983
- Shirakiacris shirakii Bolívar, 1914
- Shirakiacris tenuistris Huang, 1988
- Shirakiacris yukweiensis Chang, 1937